# Belarusiska köket

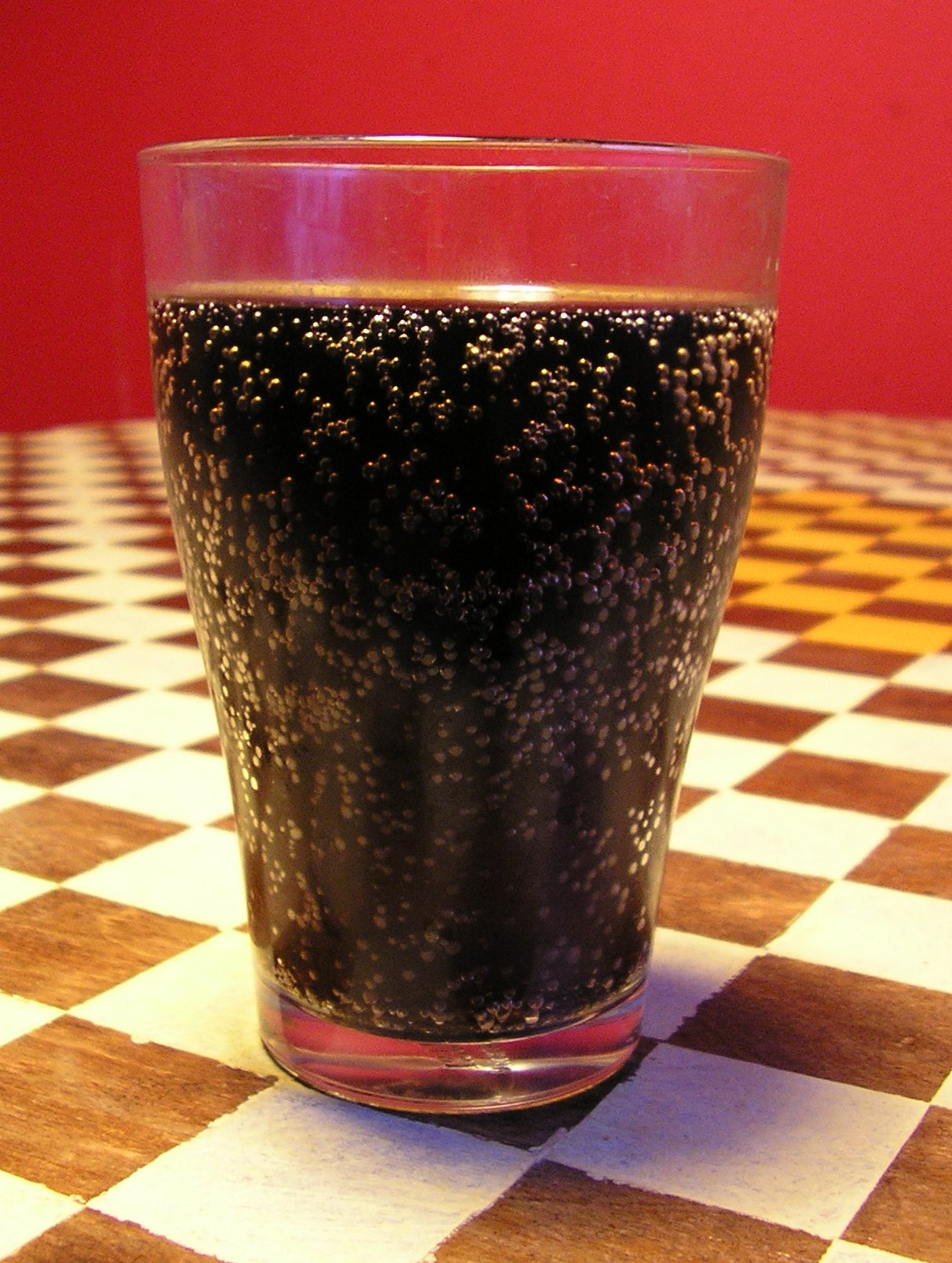
Ett glas med kvass.

Belarusiska köket är den matkultur som finns i Belarus. Köket delar många likheter med dess grannländer, såsom Ryssland, Ukraina, Polen, Lettland och Litauen. Potatis, svamp, kål och bär är viktiga stapelvaror i köket, och kött där fläskkött är det vanligaste. Kryddor används sparsamt. På grund av de korta somrarna är veteodling svårt, varför råg är en vanligare gröda. Rysk borstj åtnjuter popularitet i landet.
Potatisen är en mycket vanlig ingrediens, och har kallats "Belarus andra bröd". Den omnämns i flera verser, sånger, dikter och danser. Det finns speciella potatiskafén som bara har inriktat sig på grödan, och finns i sallader, stuvningar, gratänger och ugnsbakade. En vanlig rätt är draniki, som är en belarusisk raggmunk på riven potatis. Kötträtter, som också är vanliga, serveras ofta tillsammans med potatis och grönsaker som morötter, vitkål, som ofta tillreds i speciella stenkärl. Köttet är ofta salt fläskkött som skivats och kryddats med lök och vitlök. Mjölk är ofta en del av grönsaks- och mjölrätter.
Likt många andra östeuropeiska länder är drycken kvass vanligt.